# Il ritorno di Missione impossibile
Il ritorno di Missione impossibile (Mission: Impossible) è una serie televisiva statunitense trasmessa dal 1988 al 1990. È il sequel della serie originale Missione impossibile che fu trasmessa dal 1966 al 1973. In questa serie Peter Graves riprese il suo ruolo di Jim Phelps e fu l'unico attore a ritornare come membro regolare del cast ma comunque gli attori Greg Morris e Lynda Day George ritornarono come guest star.

## Trama
La serie è una continuazione della serie televisiva Missione impossibile trasmessa anni prima. Alcuni episodi sono inoltre rifacimenti della vecchia serie (come nel caso di L'eredità).
L'episodio Il serpente d'oro costituiva inizialmente due episodi della serie, poi riuniti nel film: Il serpente d'oro (1989).

## Curiosità
Phil Morris interpreta Grant Collier, il figlio di Barney Collier che fu interpretato nella serie originale da Greg Morris che era il padre di Phil Morris nella vita vera.

## Episodi
| Stagione         | Episodi | Prima TV USA | Prima TV Italia |
| ---------------- | ------- | ------------ | --------------- |
| Prima stagione   | 19      | 1988-1989    | 1992            |
| Seconda stagione | 16      | 1989-1990    | 1993            |